# Danielle Cage
Danielle "Dani" Cage es un personaje ficticio en Marvel Comics. Danielle es la joven hija de Jessica Jones y Luke Cage.

## Historial de publicaciones
Danielle Cage fue creada por Brian Michael Bendis y Michael Gaydos, apareció por primera vez en The Pulse # 13 (marzo de 2006).

## Biografía
Cuando Jessica comenzó el parto, el hospital se negó a dar a luz a su bebé, lo que obligó a Luke a llevarla al Doctor Strange con el quinjet. Ella fue nombrada después del compañero de equipo y mejor amigo de Luke, Danny Rand. Durante Secret Invasion, Danielle fue secuestrada por un Skrull haciéndose pasar por Edwin Jarvis. Luke se vio obligado a formar equipo con Bullseye para rescatarla. Luke recuperó a Danielle mientras Bullseye mató al Skrull. Finalmente, Luke y Jessica decidieron contratar a una niñera para Danielle. Se decidieron por Chica Ardilla después de rechazar a más de veinte superhumanos.
Durante la historia de "Hunt for Wolverine", una subasta del mercado negro de alguna manera obtuvo el material genético de Danielle Cage. Cuando Iron Man, Jessica Jones, Luke Cage y Spider-Man llegan secretamente en busca de Wolverine desde que su cuerpo desapareció de su tumba sin nombre, Luke y Jessica se indignan cuando se enteraron de que el material genético de su hija estaba siendo subastado.

### Yo futuro
En una línea de tiempo alternativa en el futuro, Danielle Cage, apodada Dani, hereda las habilidades de ambos padres y se convierte en el Capitán América. Se menciona que fue mentor de una versión antigua de Viuda Negra, que se hace llamar Madame Natasha. Ella es sacada de su línea de tiempo para luchar contra Ultron y luego con un Doombot, y posteriormente se une con los Vengadores de hoy en día para luchar contra Moridun, que había poseído a Wiccan. Regresa al presente de nuevo para ayudar a los Vengadores de Estados Unidos a capturar a su némesis, la Calavera Dorada.

## Poderes y habilidades
Ella tiene las mismas habilidades de Luke Cage y Jessica Jones.